# Xenoceraspis calcaratus
Xenoceraspis calcaratus är en skalbaggsart som beskrevs av Zhang 1988. Xenoceraspis calcaratus ingår i släktet Xenoceraspis och familjen Melolonthidae. Inga underarter finns listade i Catalogue of Life.